# Ото Велс
Ото Велс (Берлин, Немачко царство, 15. септембар 1873 — Париз, Француска, 16. септембар 1939) је био немачки политичар, председник Социјалдемократске партије Немачке између 1919. и 1939. и посланик у немачком парламенту између 1920. и 1933.

## Биографија
Велс се 1891. придружио Социјалдемократској партији. Од 1895. до 1897. служио је у немачкој војсци. Од 1906. радио је као синдикални функционер, секретар партије у провинцији Бранденбург и у уредништву листа „Vorwärts“. Године 1912. освојио је мандат у Рајхстагу, а следеће године је постао члан извршног комитета Социјалдемократске партије.
Током Немачке револуције Велс је био члан берлинског „Радничког савета“ (енгл. Arbeiter- und Soldatenrat) СПД-а и УСПД-а. Касније је именован за војног команданта града па је морао да се бави окупацијом Берлинске палате од стране револуционарних снага, што је укључивало и насилне борбе са Фрајкорима. Након што је Фридрих Еберт изабран за председника 11. фебруара 1919, Велс је био „председавајући службеник“ СПД-а, а формално је изабран за председника странке 14. јуна 1919, заједно са Херманом Милером.
Велс је 1920. заједно са Карлом Легином организовао генерални штрајк који је допринео поразу десничарског Каповог пуча, након чега је Велс издејствовао оставку свог партијског колеге Густава Носкеа са позиције министра одбране. Велс се залагао за оснивање паравојних организација попут Гвозденог фронта (енгл. Eiserne Front) и Црно-црвено-златног рајхсбанера (енгл. Reichsbanner Schwarz-Rot-Gold) које би се бориле против нарастајућег десног екстремизма.
Од 1923. Велс је такође био члан извршног комитета Радничке и социјалистичке интернационале. Након парламентарних избора 1930, заговарао је толеранцију владе канцелара Хајнриха Брунинга, када је Брунинг изгубио подршку посланика Немачке националне народне партије, међутим после парламентарних избора у новембру 1932, одбио је било какве преговоре са новим канцеларом Куртом фон Шлајхером.

### Говор против Закона о посебним овлашћењима
Велс је био једини члан Рајхстага који је говорио против Хитлеровог Закона о посебним овлашћењима. Гласање о закону је одржано 23. марта 1933. Пошто је зграда Рајхстага била знатно оштећена након пожара, седница је одржана у згради Крол опере у Берлину. Упркос прогону левичарских и опозиционих политичара и присуству јединица Штурмабтајлунга током заседања, Велс је одржао говор против закона који је давао влади моћ да доноси законе. На крају говора је рекао:
У овом историјском часу, ми немачки социјалдемократи се обавезујемо да ћемо поштовати принципе хуманости и правде, слободе и социјализма. Никакав закон о овлашћењима вам не може дати моћ да уништите идеје које су вечне и неуништиве... Из овог новог прогона немачка социјалдемократија ће црпити нову снагу. Шаљемо поздраве прогањанима и потлаченима. Поздрављамо наше пријатеље у Рајху. Њихова постојаност и оданост заслужују дивљење. Храброст којом они одржавају своја убеђења и њихово несломљено поверење гарантују светлију будућност.
Затим је, обраћајући се директно Хитлеру, рекао:
Можете нам узети животе и слободу, али нам не можете узети част. Јесмо беспомоћни, али нисмо нечасни.
Свих 96 посланика Социјалдемократске партије је гласало против закона, док су га све остале партије подржале (осим Комунистичке партије која је тада већ била забрањена). Усвајање овог закона означило је крај парламентарне демократије у Немачкој и почетак Хитлерове диктатуре. Неколико седмица након усвајања „Закона о посебним овлашћењима“ Социјалдемократска партија је забрањена, док се већина осталих партија добровољно распустила како би избегле прогон. Нацистичка партија је тако постала једина легална партија у држави. У јуну 1933, Велс је отишао у егзил у Сар који је био под управом Лиге народа. У августу 1933. одузето му је немачко држављанство. У Прагу и Паризу је радио на формирању Социјалдемократске партије у егзилу, а умро је 1939. у Паризу.